# Scott Halberstadt
Scott Halberstadt (Connersville, Indiana; 17 de agosto de 1976) es un exactor estadounidense.

## Carrera
Empezó su carrera con el video In your Face en el año 2002, y en el 2003 en el episodio What it means you y como extra fue elegido para hacer de nerd en la serie Drake & Josh donde trabajó durante 16 episodios. También participó en un episodio de la serie The Suite Life of Zack & Cody.